# Jeux olympiques d'hiver de 2034
Les Jeux olympiques d'hiver de 2034, également appelés les XXVIIes Jeux olympiques d'hiver, seront organisés à Salt Lake City dans l'Utah, officiellement attribués sous conditions lors de son 142e congrès par un vote le 24 juillet 2024, après avoir été retenues entrer en « dialogue ciblé » le 29 novembre 2023 par la commission sur les futurs hôtes en même temps que la candidature des Alpes françaises pour les Jeux d'hiver de 2030.

## Sélection de la ville hôte
Le CIO décide en 2023 d'attribuer en même temps les Jeux de 2030 et les Jeux de 2034, s'appuyant sur un rapport qui fait état d'une réduction du nombre d'hôtes potentiels d'ici 2040 en raison du réchauffement climatique.
Aussi, plusieurs pays ont pu monter une candidature pour les Jeux de 2030 mais en visant en second choix l'Olympiade suivante.
Un seul site avait exprimé un intérêt à déposer une candidature et mené des études de faisabilité :
- Salt Lake City, aux États-Unis : Salt Lake City a fait part de sa préférence pour les Jeux olympiques d'hiver de 2034, tout en restant ouverte à l'accueil de l'édition de 2030 si nécessaire.

Deux pays ont exprimé un intérêt spécifiquement pour 2034 :
- Munich en Allemagne : en décembre 2022, le comité olymlpique allemand annonce qu'elle étudierait une candidature pour que Munich accueille les Jeux olympiques d'hiver de 2034 et les Jeux olympiques d'été de 2036[4].
- Autriche -  Slovénie : en septembre 2023, le ministre slovène de l'Économie, du Tourisme et du Sport, Matjaž Han, s'est déplacé en Carinthie, où il a rencontré le gouverneur Peter Kaiser en évoquant le projet de s'associer pour co-organiser les Jeux 2034 avec l’hypothèse d'associer aussi l'Italie[5] ; si rien n'a pu aboutir pour 2034, le trio envisagerait une possible candidature pour 2038[6].

Le 21 novembre 2023, le seul candidat présente son grand oral devant le Comité international olympique (CIO). Le 29 novembre suivant, la commission sur les futurs hôtes du CIO recommande d'entrer en « dialogue ciblé » avec la candidature de Salt Lake City, ouvrant la voie à une attribution des Jeux olympiques de 2034 au cours de la 142e session du CIO.
Conformément au nouveau mode de sélection des futures villes hôtes des Jeux olympiques dans l'Agenda 2020 du CIO, le vote s'est déroulé sous la forme d'un référendum auprès des 95 membres du CIO réunis lors de sa 142e session organisée à Paris en préambule des Jeux olympiques d'été de 2024.
| Ville candidate       | Pays       | Oui | Non | Abstention |
| --------------------- | ---------- | --- | --- | ---------- |
| Salt Lake City - Utah | États-Unis | 83  | 6   | 6          |

Le CIO a toutefois introduit dans cet accord une clause d'annulation dans le cas « où l’autorité suprême de l'Agence mondiale antidopage (AMA) n’est pas pleinement respectée », selon les termes employés par John Coates, le vice-président de l’instance. Cette clause intervient après la réponse de l'agence antidopage américaine aux critiques dirigées vers elle par l'Agence mondiale antidopage à la suite des suspicions de dopage de 23 nageurs chinois.

## Sites de compétition
La majorité des sites ont déjà été utilisés lors des Jeux olympiques d'hiver de 2002.
Salt Lake City
- Rice-Eccles Stadium – Cérémonie d'ouverture et de clôture
- Delta Center (anciennement Salt Lake Ice Center) – Patinage artistique, patinage de vitesse sur courte piste
- Maverik Center – Hockey sur glace
- Anneau olympique de l'Utah – Patinage de vitesse
- Olympic Medals Plaza – Big Air
- Salt Palace – Curling

Zone Wasatch Back (Montagne)
- Soldier Hollow – Biathlon, ski de fond
- Piste de Park City – Bob, skeleton, luge
- Utah Olympic Park Jumps – Saut à ski, combiné nordique
- Deer Valley – Sauts, Bosses
- Utah Olympic Track – ski cross, snowboard cross, slalom géant parallèle
- Park City – Halfpipe, Slopestyle

Autres lieux
- Snowbasin – Ski Alpin
- Peaks Ice Arena – Hockey sur glace

En avril 2024, le comité a choisi de recentrer les épreuves de curling qui devaient se dérouler au sein du Weber County Sports Complex à Ogden à une soixantaine de kilomètres du campus de l’université de l'Utah ; il est finalement convenu de localiser l'arène de curling dans l'enceinte du Salt Palace avec un équipement temporaire pouvant accueillir 6 500 spectateurs, en parallèle du centre des médias.

## Droits de diffusion
Les droits de diffusion de ces Jeux seront annoncés ultérieurement, car tous les contrats du CIO expirent actuellement après les Jeux olympiques d'été de 2032.